# Mont Yahou
Le mont Yahou est une montagne du Cameroun située dans le département du Noun. Son nom rappelle le passé égyptien des peuples de l'Ouest Cameroun. Il dérive du nom Yashou (Ya Shou) qui signifie « fils de la lumière » en rapport avec Shou, le dieu de la lumière dans la mythologie égyptienne. Pour les langues bantoues, Yahou est équivalent à Sahou, deux noms qui renvoient aux légendaires Sao (ou Saou) du Nord Cameroun, un site qui se trouve être l'avant dernière étape dans la migration des populations de cette région du Cameroun.